# Remoldus Eynhoudt

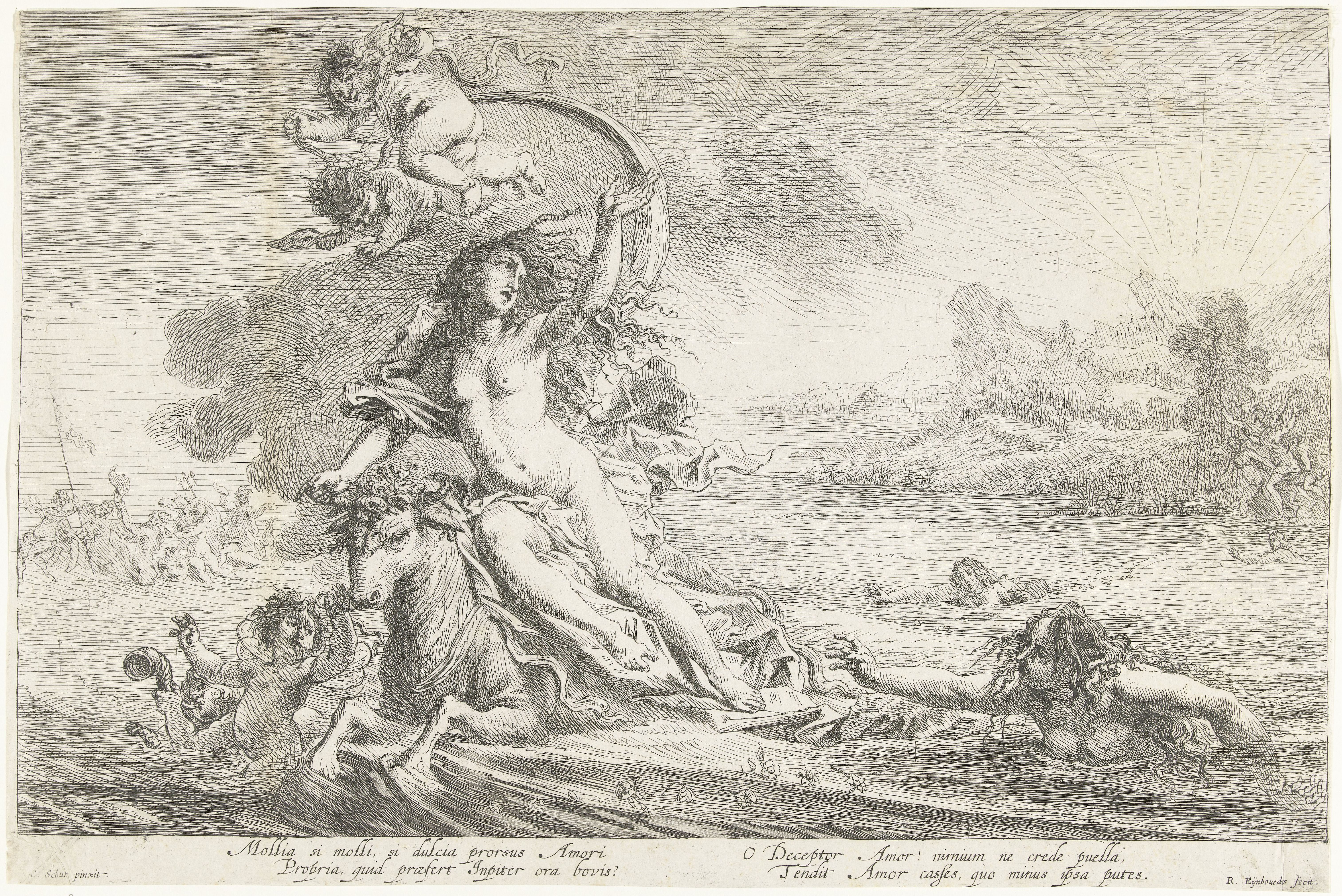
De roof van Europa naar Cornelis Schut

Remoldus Eynhoudt of Remoldus Eynhoudts (Antwerpen, 1613 - aldaar, 1679 of 1680) was een Vlaamse schilder en graveur. Hij is bekend om zijn reproducties naar werken van overwegend Vlaamse meesters uit Antwerpen.

## Biografie
Eynhoudt werd geboren in Antwerpen op 1 Oktober 1613. He was leerling van de schilder Adam van Noort, die ook de leermeester was van Rubens en Jacob Jordaens. Hij werd in 1636 vrijmeester in het Antwerpse Sint-Lucasgilde.

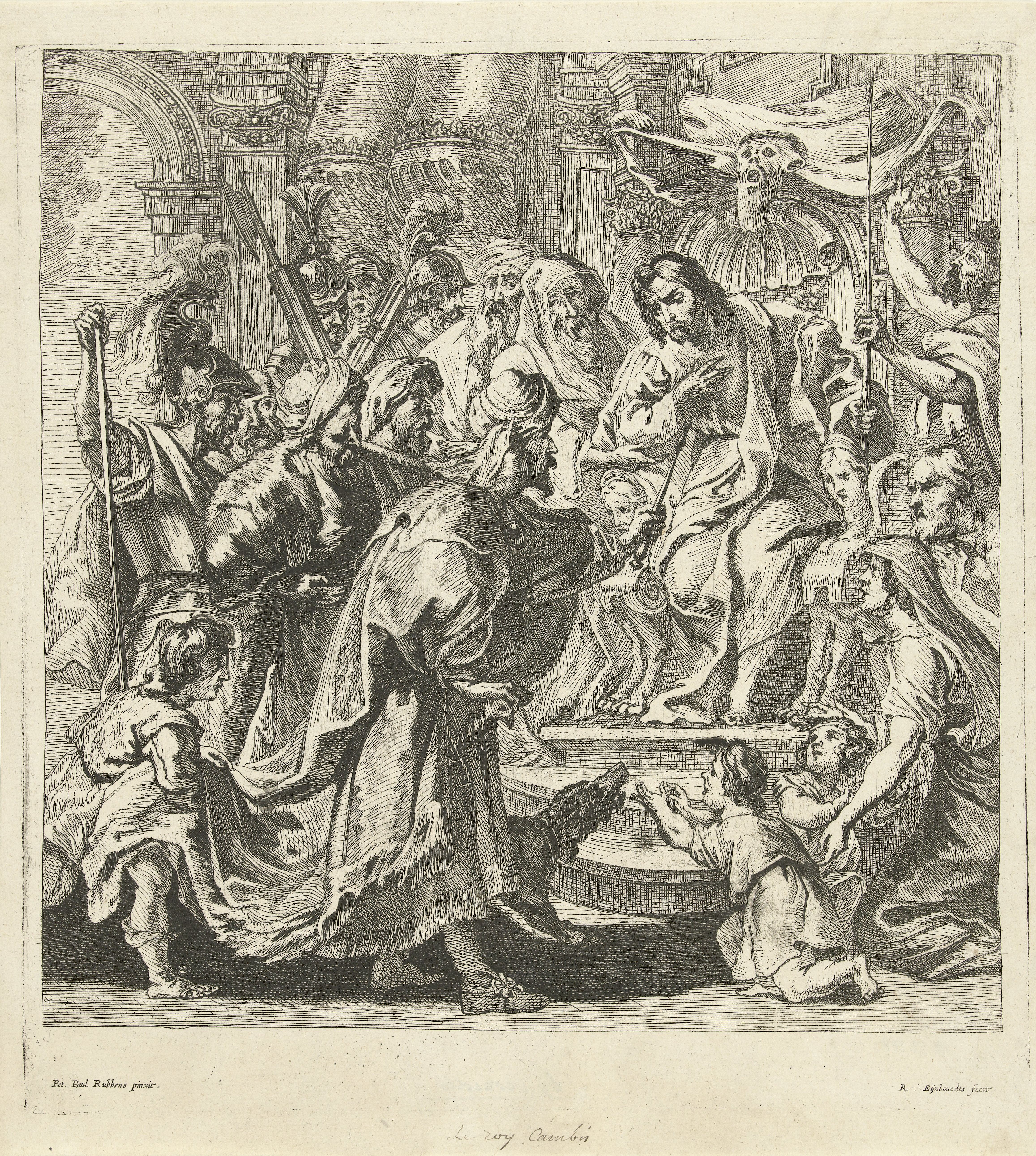
Cambyses waarschuwt de zoon van de oneerlijke rechter Cambyses, naar Rubens

Er zijn een aantal spellingsvarianten van zijn voornaam waaronder Remoldus, Romuldus en Rombout en van zijn achternaam Eynhoudts, Eynhouedts, Eynhouedt, Eynhouts en Eÿnhouedts.
Over het jaar waarin Eynhoudt overleed, bestaat geen zekerheid. In de Liggeren staat wel vermeld dat er geld ontvangen is voor de ‘doodschuld’ van Eynhoudt.

## Werk
Eynhoudt was zowel schilder als graveur.
Er zijn ongeveer twintig gravures van deze kunstenaar bekend. De thema's van zijn gravures zijn vooral religieus.  De meerderheid van zijn werken is uitgevoerd naar schilderijen van Peter Paul Rubens. Hij maakte ook prenten naar werk van Cornelis Schut and Jacob Jordaens.  
Twee van zijn werken naar Italiaanse meesters werden opgenomen in de Theatrum Pictorium, een boek gepubliceerd in 1660 op het initiatief van David Teniers de Jonge. Het boek was een catalogus van 243 Italiaanse schilderijen in de meer dan 1300 schilderijen tellende collectie van aartshertog Leopold Wilhelm van Oostenrijk. Een aantal in 1652 uitgevoerde prenten die voorheen aan Jordaens werden toegeschreven, worden nu aan hem toegeschreven.
Zijn stijl wordt gekenmerkt door zijn rigide hantering van de etsnaald en de stijve weergave van de draperie. De contouren van de figuren lijken onvast. Zijn arceringen zijn onregelmatig en nogal grof. Hij gebruikt een schematische manier om gezichten te etsen. De handen van zijn figuren zijn vaak te klein en met puntige vingers.

## Geselecteerde werken
- Cambyses waarschuwt de zoon van de oneerlijke rechter Cambyses naar Peter Paul Rubens.
- Aanbidding der Koningen naar het schilderij van Peter Paul Rubens uit 1624. Dit schilderij  bevindt zich vandaag in het Koninklijk Museum voor Schone Kunsten te Antwerpen.
- De Heilige Christoffel naar Peter Paul Rubens.
- De Maagd aanbeden door meerdere Heiligen naar Peter Paul Rubens.
- Paus Sint-Gregorius en andere Heiligen voor een afbeelding van de Heilige Maagd naar een schilderij van Peter Paul Rubens voor de Santa Maria Nuova te Rome.
- De Heilige Familie.
- De martelaar Sint- Georges naar Cornelis Schut.